# Curange
Curange, ou Curenge, en néerlandais Kuringen, est une section de la ville belge de Hasselt située en Région flamande dans la province de Limbourg.
C'était une commune à part entière avant la fusion des communes de 1977 qui avait déjà fusionné avec Stokrooie en 1971.
Le village est situé à 3 kilomètres à l'ouest du centre de Hasselt.

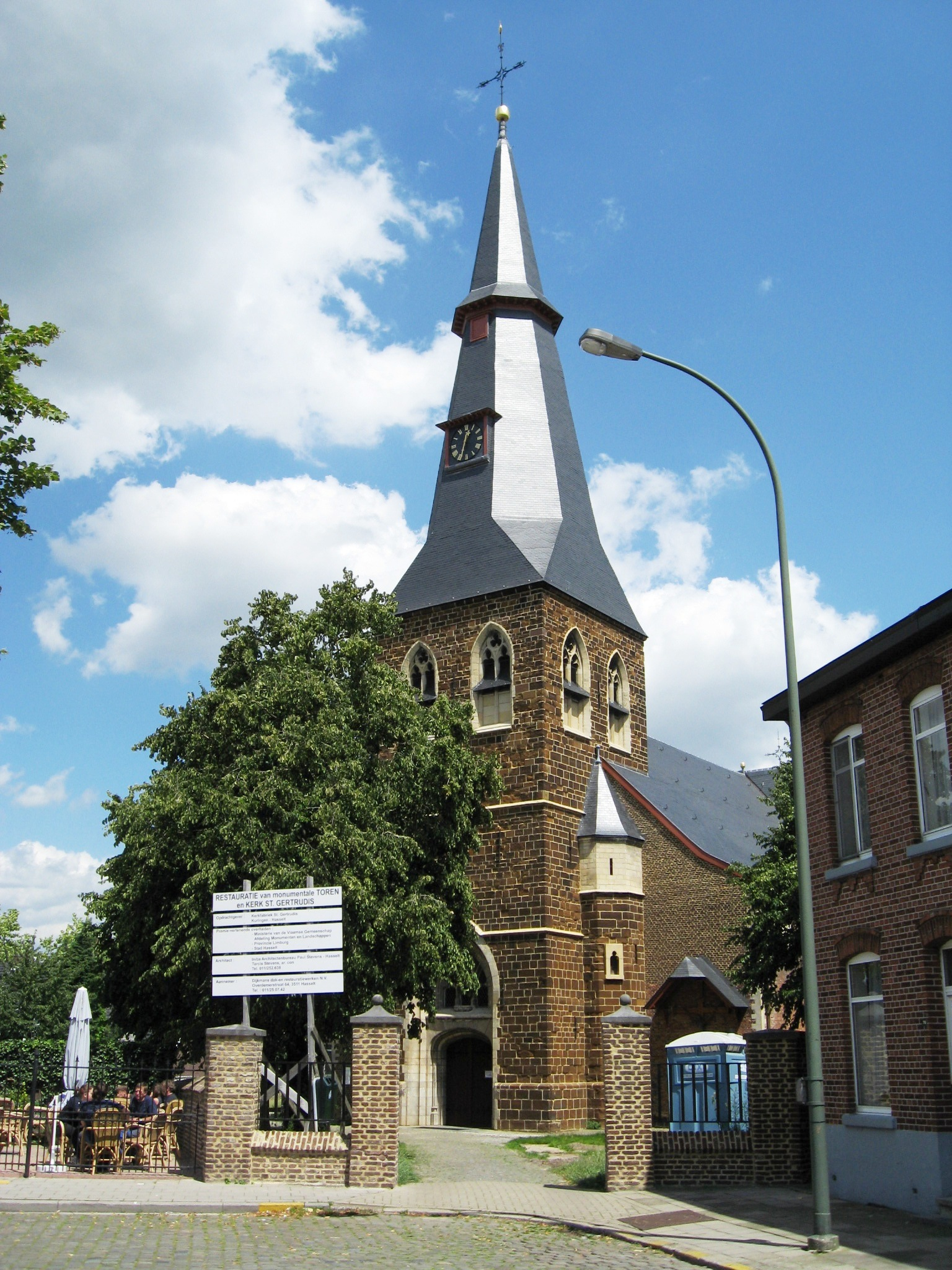
L’église Sainte-Gertrude

## Histoire
Dans l'Acta Sanctorum, Curange est mentionnée comme l'endroit où se trouvait l'un des pieds-à-terre des Pépinides et où Gertrude de Nivelles aurait passé sa jeunesse. En 1182, l'abbaye de Herkenrode fut fondée près de Curange et après 1232, lorsque le château de Looz fut détruit, un château fut construit à Curange. C'est là qu'à partir de 1240, les comtes de Looz résident. Le Prinsenhof a émergé de ce château. Le comte Arnoul IV de Looz a donné sa charte de liberté à Curange en 1240.
En 1366, Looz fut intégré à la principauté de Liège, mais les princes-évêques continuèrent à venir souvent à Curange. En 1517, Gérard de Groesbeek, plus tard prince-évêque, est né au Prinsenhof.

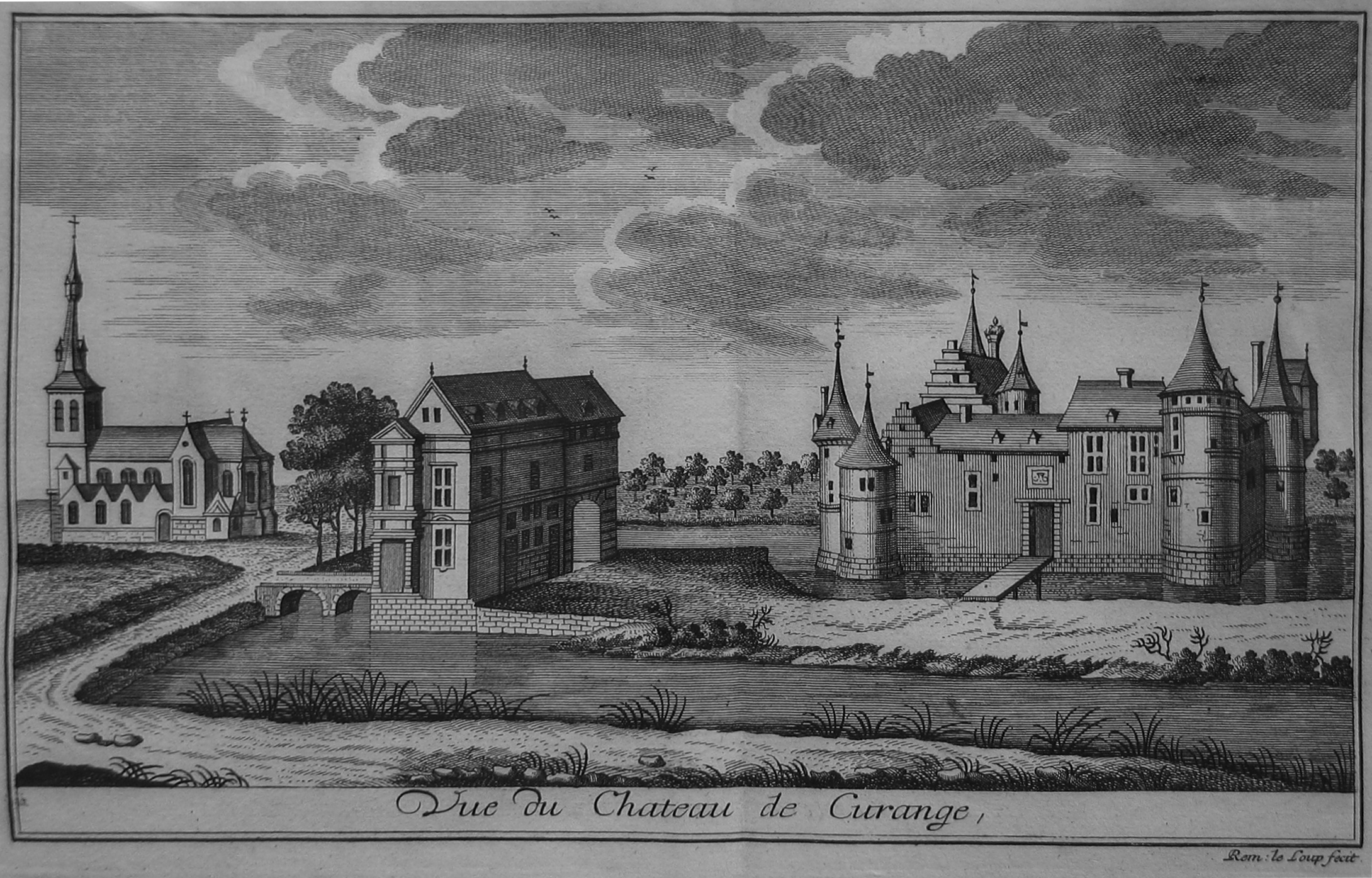
Vue du château de Curange au XVIIIe siècle.

Bien qu'ainsi d'une importance considérable, c'est pourtant la ville voisine d'Hasselt qui va devenir une grande ville et plus tard le chef-lieu de province de Limbourg.
Après la Seconde Guerre mondiale, Curange s'est développée comme une banlieue de Hasselt et est passé d'une commune agricole à une commune résidentielle. Une partie considérable du territoire a été lotie et le village s'est développé le long de la route principale de Hasselt à Diest.
Curange a fusionné en 1971 avec Stokrooie, puis devint une section d'Hasselt en 1977.

## Évolution démographique
Sources: INS, www.limburg.be et Ville de Hasselt